# Francisco Ferreira Antero
Francisco Ferreira Antero (Icó, 1 de maio de 1855 – 7 de novembro de 1929) foi sacerdote católico, filósofo e político brasileiro. Foi presidente do Poder Legislativo do Ceará em 1913. 

## Biografia
Seu pai era Antonio Ferreira Antero (1812 - 1885), comerciante natural de Santiago, Espanha que, estabelecendo-se em Icó, em 1843, quando aquela cidade era grande centro comercial do sertão, adquiriu considerável fortuna da qual despendeu grande parte na seca de 1877-1879, sendo a salvação de muitas famílias. Seu sobrenome originalmente era "Antelo", porém como, aportuguesando a palavra, chamavam-no Antero, para evitar confusão em sua firma comercial, teve que adotar este nome que legou à sua descendência. Casou-se com Ana Joaquina do Espírito Santo, icoense, neta paterna do sargento-mor Manuel do Espírito Santo Paz, rico proprietário na Serra do Camará, morto na Confederação do Equador,. Dois irmãos seus, Joaquim e Bernardino Ferreira Antero, e mais três sobrinhos, Afonso, Alberto e Plínio Teixeira Pequeno, também seguiram vida religiosa.
Francisco Antero iniciou seus estudos em sua cidade natal com o professor Ernesto Correia Lima Bezerra, entrando em princípios de 1870 para o Seminário da Fortaleza, donde saiu no fim do ano letivo de 1874. No mesmo ano, foi nomeado pelo bispo Luís Antônio dos Santos professor do Seminário do Crato, cargo que não aceitou por ir contra suas ambições. Em janeiro de 1875, partiu para Roma e entrou para o Colégio Pio Latino-Americano. Doutorou-se em Filosofia pela Universidade Gregoriana em 1878.
Em 12 de março de 1881, recebeu o presbiterato das mãos do cardeal Raffaele Monaco La Valletta e no mesmo dia celebrou a sua primeira missa na Capela do Colégio Pio Latino-Americano. Logo depois de ordenado, em estado precário de saúde, retornou para Icó, onde começou a exercer seu ministério. Pregador da Devoção ao Sagrado Coração de Jesus, tratou logo de erguer um templo ao Divino Coração, o primeiro que sob esta invocação a ser edificado no Ceará. Sua construção se iniciou em 15 de agosto de 1882, ao lado do sobrado da família, sendo benzida pelo padre no terceiro aniversário de sua ordenação sacerdotal. Em 1891, construiu uma outra capela consagrada a Nossa Senhora das Dores, em sua fazenda de Águas Belas, a três leguas ao norte de Icó.
Adepto do movimento abolicionista, junto com o pai e o irmão, o alferes Antônio Ferreira Antero Filho, fazia parte da Sociedade Libertadora Cearense. Segundo o jornal editado pela sociedade, “O Libertador”, na edição consagrada à cidade do Icó, no dia 6 de março de 1883, Antero alforriou os escravos Raimundo, Agostinho, Vicente, André e outro Raimundo, ato ao mesmo tempo praticado pelos demais libertadores unidos pela causa. Libertaram quase duzentos escravos e escravas apenas em Icó.
Por ocasião do jubileu sacerdotal do papa Leão XIII, representou na Exposição Vaticana as Dioceses da Fortaleza e Olinda. Foi então agraciado (breve Qaod singulari de 30 de dezembro de 1888) com a comenda "Pro Ecclesia et Pontífice". Benemérito da Santa Casa de Loreto, foi nomeado cônego honorário daquela basílica em 6 de agosto de 1892.
Na República Velha, foi eleito duas vezes deputado estadual, de 1913 a 1914 e de 1921 a 1924, sendo que, durante o primeiro mandato, foi escolhido por seu colegas presidente da Assembleia Legislativa do Ceará.